# Prince Wong
Pour les articles homonymes, voir Prince et Wong.
Prince Wong Ji-yuet, née le 27 septembre 1997, est une militante de Hong Kong. Ancienne porte-parole de Scholarism, elle est impliquée dans la révolution des parapluies de 2014 et les manifestations contre le projet de loi anti-extradition en 2019.

## Activisme
Prince Wong est élève de l'École secondaire et primaire internationale de musique chrétienne (en) pendant la révolution des parapluies de 2014, où elle participé aux manifestations à Admiralty et Mong Kok. En tant que bénévole pour le groupe militant étudiant Scholarism, elle rejoint le rassemblement de boycott des écoles secondaires (en) le 26 septembre, fait irruption sur Civic Square (en) le 27 septembre et passe sa première nuit dans la rue le 28 septembre. Elle dort dans les rues des zones d'occupation la nuit et va à l'école pendant la journée, elle maintient cette routine pendant plus d'un mois.
Le 1er décembre 2014, elle entame une grève de la faim avec ses collègues militants Joshua Wong et Isabella Lo. Le but de leur grève de la faim est d'entamer des négociations avec le gouvernement sur la réforme électorale de Hong Kong. Elle met fin à la grève de la faim après 118 heures à la suite d'une intervention médicale. Elle est emmenée à l'hôpital.
Le 18 novembre 2019, Prince Wong manifeste son soutien aux personnes piégées à l'intérieur de l'université polytechnique de Hong Kong lors du siège du campus par la police (en). Elle fait partie des personnes arrêtées lors d'une répression policière de masse. Des centaines de personnes arrêtées sont par la suite inculpées « d'émeutes », dont Prince Wong,.

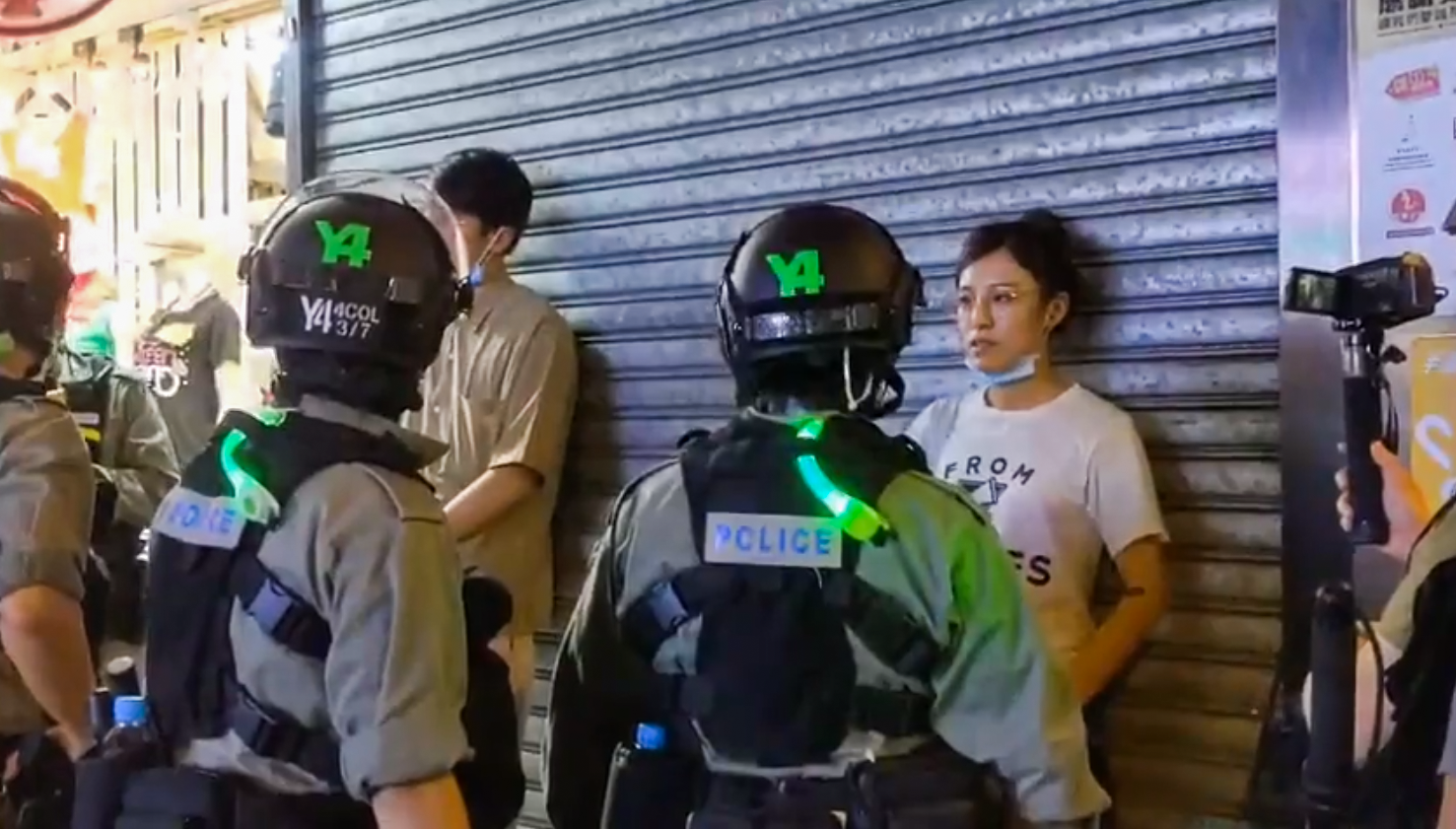
Prince Wong arrêtée et fouillée par la police anti-émeute le 10 mai 2020

Elle condamne le sexisme fréquent auquel elle est confrontée en tant que figure féminine pro-démocratie. Elle déclare : « Je veux vraiment aider Hong Kong. Je ne pense tout simplement pas qu'il soit logique de commenter ce que je porte à mon travail. J'ai ma liberté de porter ce que je veux. ». Le 10 mai 2020, Wong est à proximité d'une manifestation qui a lieu pendant la fête des mères à Mong Kok, où elle est arrêtée et fouillée par la police de Hong Kong. Elle accuse les policiers de harcèlement sexuel à la suite de commentaires obscènes sur son corps et la taille de sa poitrine.

## Candidature au Conseil législatif
Le 17 juin 2020, Prince Wong annonce son intention de se présenter aux élections législatives de 2021 à Hong Kong. Elle participe aux primaires non officielles pro-démocratie (en) en juillet 2020. Elle arrive à la troisième place parmi les candidats de la circonscription des Nouveaux Territoires de l'Ouest, s'assurant une place de candidat aux élections générales. Elle reçoit 22 911 voix, soit 12,98 % des suffrages exprimés.
Le 6 janvier 2021, Prince Wong fait partie des 53 membres du camp pro-démocrate qui sont arrêtés en vertu de la loi sur la sécurité nationale, en particulier de sa disposition concernant la subversion présumée. Le groupe est accusé d'avoir organisé et participé aux primaires pro-démocratie en juillet 2020. Elle est libérée sous caution le 7 janvier.